# Donatas Banionis
Donatas Banionis (* 28. April 1924 in Kaunas; † 4. September 2014 in Vilnius) war ein litauischer bzw. sowjetischer Schauspieler. Er zählte zu den bekanntesten Schauspielern der Sowjetunion.

## Leben
Donatas Banionis begann seine Laufbahn als Schauspieler nach dem Besuch einer Keramikschule am Dramatheater in Panevėžys, ehe er 1959 auch in Filmen mitwirkte. Seine Darstellung der Figur des Bauern Vaitkus in Niemand wollte sterben (1965) (Niekas nenorėjo mirti, russisch Никто не хотел умирать) von Vytautas Žalakevičius brachte ihm den Darstellerpreis des Filmfestivals von Karlovy Vary. Bald avancierte Banionis zu einem gefragten Darsteller, so dass größere und aufwändigere Projekte nationaler wie auch internationaler Art folgten, beispielsweise eine Rolle in Michail Kalatosows sowjetisch-italienischer Koproduktion Das rote Zelt (1969).
In der Hauptrolle des Francisco de Goya in Konrad Wolfs Literaturverfilmung Goya, für die Banionis mit dem Kunstpreis der DDR ausgezeichnet wurde, als Beethoven in Horst Seemanns Beethoven – Tage aus einem Leben (1976) und als Mauris in Wolfs Mama, ich lebe (1977) war er auch in der DDR für die DEFA aktiv.
Zu seinen wohl bekanntesten Rollen gehört der Psychologe Kris Kelvin im Science-Fiction-Film Solaris (1972) von Regisseur Andrei Tarkowski.
Banionis erhielt zahlreiche Auszeichnungen in Litauen und der Sowjetunion und wurde 1974 Mitglied des Obersten Sowjet.

## KGB-Tätigkeit
Donatas Banionis war KGB-Agent (Pseudonym „Bronius“). Er wurde im Oktober 1970 in Sowjetlitauen vom sowjetischen Geheimdienst rekrutiert.

## Familie
Banionis war verheiratet. Am 2. April 1948 heiratete er die Schauspielerin Ona Konkulevičiūtė (1924–2008). Sie hatten die Söhne Egidijus (1948–1993) und  Raimundas Banionis (* 1957), der ebenfalls Schauspieler ist. Donatas Banionis hatte vier Enkel und drei Urenkelinnen.

## Filmografie (Auswahl)
- 1966: Der kleine Prinz (Malenki prinz)
- 1966: Vorsicht, Autodieb! (Beregis Awtomobilja)
- 1966: Niemand wollte sterben (Niekas nenrejo mirti)
- 1968: Tote Saison (Mjortwy seson)
- 1969: Das rote Zelt (Krasnaja palatka)
- 1971: Goya
- 1972: Der Kommandant des U-Bootes „Glücklicher Hecht“ (Komandir „Schtschastliwoi Schtschuki“)
- 1972: Solaris (Soljaris)
- 1973: Kapitän Dshek (Kapitan Dschek)
- 1976: Beethoven – Tage aus einem Leben
- 1976: Leben und Tod des Ferdinand Luce (Schisn i smert Ferdinanda Ljusa)
- 1977: Durch den wilden Westen (Wooruschon i otschen opassen)
- 1977: Mama, ich lebe
- 1979: Goldsucher in der Arktis (Territorija)
- 1979: Zentauren (Kentawry)
- 1980: Die Zaubermuschel (Andrius)
- 1981: Der Fakt (Faktas)
- 1987: Im Morgengrauen (Na ischode notschi)
- 1989: Vera – Der schwere Weg der Erkenntnis
- 1999: Der Hof (Kiemas)